# هيكتور أليغرا
هيكتور أليغرا (بالإسبانية: Casimiro Alegre)‏ هو موظف مدني أرجنتيني، ولد في 19 يناير 1741 في بوينس آيرس في الأرجنتين، وتوفي بنفس المكان في 1825.